# Eugenio Barsanti

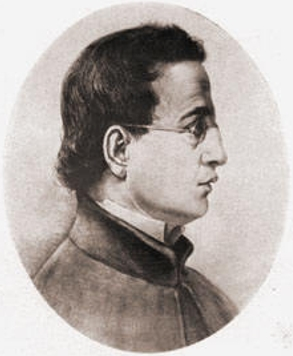
Eugenio Barsanti

Eugenio (Nicolò) Barsanti (Pietrasanta 12 oktober 1821 – 19 april 1864) was een Italiaanse pater, ingenieur, en uitvinder van een vroege vorm van de verbrandingsmotor. Het is niet bekend of hij de eerste was die een dergelijke motor ontwikkelde, omdat de octrooiaanvragen hieromtrent verloren zijn gegaan.

## Levensloop
Barsanti werd geboren in Pietrasanta in Toscane. Mager en klein van gestalte studeerde hij in een religieus georiënteerd wetenschappelijk instituut in de buurt van Lucca in Toscane, en werd in 1838 novice in Florence bij de orde der Piaristen, die bekendstond om hun open houding tegenover wetenschappelijk onderzoek.
In 1841 begon Barsanti met lesgeven in het Collegio San Michele in Volterra. Tijdens een les waarin hij de explosie van een mengsel van waterstof en lucht demonstreerde, realiseerde hij zich de mogelijkheid om de energie van de expansie van het verbranden van gassen binnenin een motor te gebruiken.
Later, op een onderwijsinstituut in Florence, ontmoette hij de waterbouwkundig ingenieur Felice Matteucci. Matteucci had grote waardering voor het idee voor de motor, en de twee mannen werkten de rest van hun leven samen aan de verdere ontwikkeling daarvan.

## Werk
Op 12 juni 1854 vroegen Barsanti en Matteucci patent aan voor hun uitvinding in Londen, omdat de Italiaanse wet op dat moment geen voldoende internationale bescherming op het octrooi kon garanderen. De bouw van het eerst prototype werd later voltooid in de jaren 1860.
Het belangrijkste voordeel van de Barsanti-Matteucci-motor was het gebruik van de terugkeerkracht van de zuiger als gevolg van de afkoeling van het gas. Andere benaderingen op basis van de duwkracht van de explosie, zoals die is ontwikkeld door de Franse Etienne Lenoir, waren langzamer. De Barsanti-Matteucci-motor bleek veel efficiënter, en won een zilveren medaille van het instituut van de wetenschap van Lombardije.
In 1856 ontwikkelden zij een twee-cilinder 5 PK motor en twee jaar later bouwden ze een contra-werkende twee-zuigermotor.
Barsanti zag hun nieuwe motor als een grote verbetering ten opzichte van de stoommachine, daar deze veel veiliger, en minder omslachtig te bedienen was. Het was echter nog niet licht genoeg voor gebruik als auto-motor. Als voornaamste toepassing zagen ze het leveren van mechanische energie in fabrieken voor de voortstuwing van machines.
Na wat zoeken wisten Barsanti en Matteucci de massaproductie van een vier pk-motor onder te brengen bij de gieterij van John Cockerill in Seraing in België. De bestellingen voor deze motor stroomden al snel binnen vanuit vele landen binnen Europa.
Op 30 maart 1864 overleed Barsanti plotseling in Seraing aan tyfus, en hierna bleek Matteucci alleen niet in staat om het bedrijf te blijven leiden. De verdere ontwikkeling van de motor mislukte en Matteucci keerde terug naar zijn eerste beroep, de hydraulica.
Toen Nicolaus Otto zijn motor patenteerde, heeft Matteucci tevergeefs betoogd dat hij en zijn partner Barsanti de bedenkers van deze uitvinding waren.